# The Glenn Medeiros Christmas Album
The Glenn Medeiros Christmas Album è un album natalizio del cantante statunitense Glenn Medeiros, pubblicato nel 1993 su etichetta Amherst Records.
L'album, prodotto da Leonard Silver, contiene in totale 11 brani. In particolare, Medeiros interpreta alcuni "classici" natalizi quali O Holy Night, The First Noel, Angels We Have Heard on High, The Little Drummer Boy, What Child Is This?, Have Yourself a Merry Little Christmas, ecc.
L'album è stato ripubblicato nel 2001.

## Tracce
1. Have Yourself a Merry Little Christmas 5:17
2. Feliz Navidad (José Feliciano)  3.36
3. Merry Christmas Darling 4:34
4. I'll Be Home for Christmas 3:08
5. Silent Night 3:53
6. Ave Maria 4:12
7. The Little Drummer Boy 4:02
8. The First Noel 4:36
9. What Child Is This? 4:38
10. Angels We Have Heard on High 4:25
11. O Holy Night 4:01